# التحرر اليهودي في المملكة المتحدة
كان التحرر اليهودي في المملكة المتحدة ذروة بُلغت في القرن التاسع عشر لجهود امتدت عدة مئات من السنين هدفها تليين القيود القانونية المفروضة على سكان إنجلترا من اليهود. سعى المناصرون في كل مرحلة من هذه العملية، داخل البرلمان أو خارجه، وفازوا في نهاية المطاف بإقرار القوانين التي وضعت الذكور اليهود في المملكة المتحدة على قدم المساواة القانونية مع بقية ذكور المملكة المحررين.

## حريّة الكاثوليك تُبشّر بخيرِ اليهود
حين حُرر الروم الكاثوليك في المملكة المتحدة في عام 1829 من كل قيود حقوقهم المدنية، ارتفعت آمال اليهود عاليًا، واتُخذت أول خطوة في سبيل تخفيف مماثل في قضيتهم عام 1830 وقتما قدم ويليام هسكيسون عريضةً موقعةً من 2,000 تاجر وغيرهم من ليفربول. عقَب هذا مباشرة مشروع قانون قدمه روبرت غرانت في 15 أبريل من ذلك العام قُدر له أن يشغل السلطة التشريعية البريطانية بشكل أو بآخر للثلاثين عامًا التالية. انتُخب توماس ماكولاي، الذي صار مؤرخًا مؤثرًا وشهيرًا لاحقًا، عضوًا في البرلمان في عام 1830 وبرز بمهاجمة إقصاء اليهود إلى جانب قضايًا أخرى أخذها على عاتقه.
في البداية، فشل مشروع القرار في تجاوز مجلس العموم. ضد معارضة السير روبرت إنغليس، جرت الموافقة على القراءة الأولى بأغلبية أصوات قدرها 115 مقابل 97. لكن القراءة الثانية في 17 مايو رُفضت بالرغم من وجود التماس هائل لصالحها من 14,000 مواطن لندنيّ بأغلبية أصوات قدرها 265 مقابل 228. مع ذلك، جرت الموافقة على القراءة الثالثة في 22 يوليو من العام التالي 1833 في مجلس العموم بأغلبية أصوات قدرها 189 مقابل 52، وقُرأ للمرة الأولى في مجلس اللوردات. رُفض في القراءة الثانية في مجلس اللوردات في الأول من أغسطس بأغلبية أصوات 104 مقابل 54، ونقد دوق ويلينغتون المشروع وصوت ضده، رغم أن دوق ساسكس، وهو صديق دائم لليهود، قد قدم عريضة لصالحه موقعة من 1,000 مواطن متميز من مواطني ويستمنستر. حدث المثل في عام 1834، ورُفض مشروع القرار في مجلس اللوردات بأغلبية 92 صوتًا. كان جلّ قوة حزب المحافظين والمعارضة الشخصية للملك ويليام الرابع ضد المشروع. في العام التالي، اعتُبر من غير اللائق أن يُعرض للاحتكام السنوي أمام البرلمان، إذ كانت معركة الحرية الدينية على قدم وساق في جزء آخر من الميدان؛ لكن بالموافقة على قانون إقرار عمدات البلدات في 21 أغسطس من عام 1835، سُمح لليهود بتولي منصب الشريف القديم والهام. في العام التالي، قُدم مشروع القرار اليهودي في وقت متأخر من الجلسة، ونجح في اجتياز قراءته الأولى في مجلس اللوردات في 19 أغسطس لكنه استُبعد بسبب تأخر الجلسة.

## عضوية البرلمان
كان السير سامبسون غيديون، المولود لأب يهودي وأم مسيحية، بارونيتًا وعضوًا في البرلمان وشريفًا أيرلنديًا في القرن الثامن عشر. كان بنجامين دزرائيلي، الذي وُلد يهوديًا وعُمّد في كنيسة إنجلترا في الثانية عشرة من عمره، عضوًا في البرلمان منذ عام 1837، وشغل منصب مستشار الخزانة للحكومات المحافظة خاصة أعوام 1852 و 1858-1859 و1867-1868. مضى قدُمًا وتولى منصب رئيس وزراء المملكة المتحدة في عام 1868، ومجددًا في عام 1874. رُقّي إلى مجلس اللوردات في عام 1876. عنَى استعداده لقَسَم الأيمان المسيحية أن عمله بالسياسية لا تعيقه عوائق؛ أما عن اليهود الذين لم يتحولوا إلى المسيحية فبقي القسَم عائقهم الرئيس. تضمن قسَم المنصب الكلمات «وأنا أُعلن هذا على أساس الإيمان الحق لمسيحيّ».
لفترة من الزمن، بدا أن عزيمة مناصري التحرر اليهودي قد خارت. توفي كبار داعمي المشروع، آر. غرانت في مجلس العموم، واللورد هولاند في مجلس اللوردات، تباعًا خلال بضعة شهور في عام 1840، وتركز نشاط اليهود الإنجليز خلال أربعة الأعوام التالية على محاولة تحصيل موافقة تخولهم تولي منصب في دوائر البلديات. بلغ مشروع قرار في هذا الخصوص مبلغ القراءة الأولى في مجلس اللوردات بتصويت واحد في عام 1841، لكنه خسر في القراءة الثانية. لم يُنفذ مشروع القرار حتى 31 يوليو من عام 1845. في 18 أغسطس من عام 1846، ألغى قانون إعفاء الحريات الدينية بعض القيود الطفيفة التي أثرت على اليهود البريطانيين والمنشقّين عن دين الدولة؛ وبقي البرلمان منصب الدولة الوحيد غير المتاح أمام اليهود.
يرجع نجاح اليهود البريطانيين في دفع البرلمان إلى قبولهم في مناصب عمدات البلدات ودوائر البلديات إلى أن اليهود كانوا مرشحين فعليين وانتُخبوا إلى هذه المناصب قبل طلب أي إعفاء برلماني. ثم قُرر اعتماد السياسة نفسها فيما يتعلق بكرسي في البرلمان نفسه.
انتُخب مرشح يهودي، هو ليونيل دي روتشيلد، ليكون واحدًا من أعضاء البرلمان الأربعة عن مدينة لندن في عام 1847 لكنه لم يتمكن من تبوؤ كرسيه دون أن يقسم اليمين المسيحي خاصة المنصب، وكان مشروع القرار الذي طُرح في 16 ديسمبر من ذلك العام معتزمًا تنفيذ رغبات جماعة ناخبين إنجليزية حاسمة. تجاوز هذا قراءته الثالثة في مجلس العموم في الرابع من مايو عام 1848 بأغلبية من 62 صوتًا، لكن رفضه مجلس اللوردات بأغلبية 163 رافض مقابل 128 موافق. حدث نفس الأمر في عام 1849 عندما انتُخب ليونيل دي روتشيلد مجددًا، لكن في العام التالي اتخذ الصراع شكلًا آخر وأكثر دراميةً.
انتُخب ديفيد سالومونس، الذي فاز بمعركة العمدوية وكرسي المجلس البلديّ، عضوًا عن دائرة غرينويتش الانتخابية وأصر على تولي منصبه، رافضًا الانسحاب عندما أمره المتحدث بذلك، وأضاف إلى مخالفته أن صوّت في الدائرة على طلب تأجيل الجلسة، ما جرى تنفيذه لتسكين الاضطراب الذي تسبب به مسار تصرفاته الجريء. حث رئيس الوزراء، اللورد جون راسل، على أن يؤمر سالومونس بالانسحاب، وعند ذلك الطلب تكلم سالومونس بصيغة مهيبة وقوية، وفاز بتعاطف المجلس، الذي أنفذ طلب رئيس الوزراء بالرغم من ذلك. أُحيلت المسألة بعدئذٍ إلى قصر العدل، الذي قرر أن سالومونس لم يمتلك الحق بالتصويت دون أن يقسم يمين التبرؤ بالشكل الذي حدده البرلمان، وغرمه مبلغ 500 جنيه استرليني مقابل كل صوت سجله في مجلس العموم. ثم قدمت الحكومة مشروع قرار آخر في عام 1853، ورفضه مجلس اللوردات أيضًا. في عام 1855، انتُخب سالومونس اللورد عمدة لندن.
في السنتين التاليتين، طرحت الحكومات مشاريع قراراتٍ لتعديل القسَم البرلماني، لكنها فشلت في تحصيل قبول مجلس اللوردات. عندما وصل مشروع قرار القسم في عام 1858 إلى مجلس اللوردات، حذفوا البند المتعلق باليهود؛ لكن حينما أُعيدت إحالة مشروع القرار إلى مجلس العموم، رفض المجلس الأدنى قبوله بصورته المعدلة، وعيّن لجنة لتصيغ أسبابه، وعُين في هذه اللجنة، كما لو كان لإظهار سُخف الموقف، عضو مجلس مدينة لندن، ليونيل دي روتشيلد، وهو أمر كان قادرًا على فعله من الناحية القانونية، على الرغم من أنه لم يتولى كرسيه. عُقد مؤتمر بين المجلسين، وجرى في النهاية التوصل إلى تسوية أُقر بموجبها قانون إعفاء اليهود لعام 1858، والذي يسمح لكلا المجلسين بقبول اليهود بموجب قرار، ويمكن اليهود من إسقاط كلمات «على أساس الإيمان الحق لمسيحي».
نتيجة لذلك، أدى ليونيل دي روتشيلد القسم في 26 يوليو من 1858 وهو مغطى الرأس، مُبدلًا بكلمات النص الأصلي للقسم كلماتَ «فأعنّني يا يهوه»، ومن ثمّ تولى كرسيه بصفته أول عضو يهودي في البرلمان؛ وأُعيد انتخاب ديفيد سالومونس عضوًا في دائرة غرينويتش في انتخاب تكميلي وتولى كرسيه في بداية عام 1859. طُرح بعد عامين شكل أكثر عموميةً من القسم لكل أعضاء البرلمان، والذي حرر اليهود من كل أسباب الإقصاء.